# Când înfloresc nuferii
Când înfloresc nuferii este un film românesc din 1985 regizat de Ion Bostan.